# Kim Jeon
Kim Jeon (* 1458; † 1523) war ein koreanischer Politiker und neokonfuzianischer Philosoph und Dichter. Er lebte im Zentrum Seouls im bekannten historischen Stadtteil Insa-dong.
Von 1520 bis 1523 war er Premierminister von Joseon. Zudem war er Mitglied der Sarim-Gruppe (사림).